# Ференц Естергальос
Ференц Естергальос (угор. Esztergályos Ferenc; 4 березня 1927, Сегед — 31 липня 2002, Будапешт) — угорський дипломат. Посол Угорщини в США (1975—1981). Постійний представник Угорщини при Організації Об'єднаних Націй (1986—1990).

## Життєпис
Народився 4 березня 1927 року. Після закінчення середньої освіти він був залучений до Угорської демократичної молодіжної ліги (Мадіш) у своєму рідному місці між 1946 та 1947 роками. Після цього він приєднався до поліції і незабаром став членом Державної служби охорони. З 1950 по 1952 рік, після звільнення, він обіймав посаду начальника відділу розвідки ДСО. Він працював заступником генерального секретаря Всесвітньої федерації угорців (MVSZ) між 1952 і 1956 роками.
Після розгрому Угорської революції 1956 року він працював в посольстві Угорщини у Відні, де був призначений головою комітету репатріації (1957—1960). Повернувшись додому, став заступником начальника 2-го територіального управління МЗС Угорщини (1960—1963). Він був посланником, потім послом у Швеції з 1963 по 1969 рік, також акредитований в Ісландії (1963—1969) та Норвегії (1963—1967). З 1969 по 1973 роки він працював начальником 6-го територіального (скандинавського району) міністерства.
Естергальос недовго очолював угорський контингент Міжнародної комісії з контролю та нагляду (ICCS) під час війни у В'єтнамі в 1973 році. Він знову був головою 6-го територіального відділу міністерства з 1973 по 1975 рік. Він був послом у Сполучених Штатах між 1975 та 1981 роками. Втретє очолював 6-е територіальне управління міністерства з 1981 по 1984 рік. У 1984—1986 роках працював заступником міністра закордонних справ Угорщини.
Він був Постійним представником Угорщини при Організації Об'єднаних Націй з 1986 по 1990 рік.
31 жовтня 1990 року — вийшов у відставку.